# Robert Sean Leonard
Robert Lawrence Leonard (Westwood, 28 de febrero de 1969), más conocido como Robert Sean Leonard, es un actor estadounidense. Entre sus papeles más populares se encuentran el de Neil en la película Dead Poets Society (1989), Claudio en Mucho ruido y pocas nueces (1993), Peter en Rebeldes del swing (1993), The I Inside (2003) y del oncólogo James Wilson en la serie House M. D. (2004-2012).

## Biografía
Nació en Westwood (Nueva Jersey), aunque creció en Ridgewood. Hijo de una enfermera y de un profesor de español, Robert fue al instituto de Ridgewood. Después fue a la Universidad de Fordham y a la de Columbia. Está casado con una Jockey llamada Gabriella Salick, que también es directora ejecutiva de los Jinetes activos de la Costa Oeste. Ambos son padres de 3 niñas.

## Carrera profesional
El gran salto en su carrera se produjo cuando fue escogido como uno de los actores protagonistas de la película La sociedad de los poetas muertos. Además de interpretar al mejor y único amigo del doctor House, James Wilson, Leonard ha actuado a las órdenes de Christopher Reeve en In the gloaming y en producciones de Broadway como Candida (1993), The iceman cometh, Brighton beach memoirs, Breaking the code Long Day's Journey into Night (2003) o The invention of Love.

## Filmografía
- The Manhattan Project (1986)
- My Best Friend Is a Vampire (1988)
- Dead Poets Society (1989)
- Mr. & Mrs. Bridge (1990)
- Casado con Eso (1991)
- La edad de la inocencia (1993)
- Mucho ruido y pocas nueces (1993)
- Rebeldes del swing (1993)
- Tensa espera (1995)
- El Corredor de la Muerte (1996)
- The Boys Next Door (1996)
- In the Gloaming (1997)
- Pradera de fuego (1998)
- Ground Control (1998)
- The Last Days of Disco (1998)
- Driven (2001)
- Tape (2001)
- Chelsea Walls (2002)
- A Painted House (2003)
- El despertar (2004)

### Series
- The gilded age  “Reverend Luke Forte” (temporada 2) (2023)
- The Good Doctor (temporada 3, episodio 3. Paciente, 1 episodio) (2020)
- The Good Wife (temporada 6, episodio 3. Reverendo, 1 episodio) (2015)
- Law & Order SVU (Abogado O'Dwyer, 3 episodios) (2015)
- The Blacklist (Frederick Barnes, 1 episodio) (Televisión)
- Falling Skies (Dr. Roger Kadar) (Televisión)
- House M. D. (Dr. James Wilson) (Televisión)

## Premios
Ganados
- 2001: Premio Tony, como A. E. Housman en The Invention of Love, de Tom Stoppard

Nominado
- 1990: Premio de la Asociación de Críticos de Cine de Chicago al actor más prometedor — Dead Poets Society
- 1993: Premio Tony, como George Bernard Shaw en Candida.
- 2003: Premio Tony, como Eugene O'Neill en Long Days Journey into Night.
- 2011: Premio People's Choice a doctor de televisión favorito — House M. D.